# Naturen i Rusland
| Til venstre: taiga i Kamtjatka kraj; til højre: hun amurtiger |  | Til venstre: taiga i Kamtjatka kraj; til højre: hun amurtiger |
| Til venstre: taiga i Kamtjatka kraj; til højre: hun amurtiger |  |                                                               |

Ruslands natur, der strækker sig over 11 tidszoner, er domineret af 4 primære naturtyper
- Tundra længst mod nord, hvor der også er permafrost
- Skovområder, kaldet tajga, som udgøres af tempereret nåleskov iblandet en del pionerarter af løvtræer
- Steppe i de sydligste regioner

Og iblandet de to nordligste naturtyper er omfattende vådområder hvor tørvemos er den dominerende faktor.
Ifølge dataene i Den Russiske Føderations rødliste fra 1997 var 266 pattedyrarter og 780 fuglearter beskyttet. Nogle af de truede plantearter er den sibirisk fyr (pinus sibirica) og længst mod øst, koreanske fyr samt vild kastanje i Kaukasus. I det russiske fjernøsten er de rapporterede pattedyr brune bjørne, europæisk los og kronhjorte, amurtigre, amurleoparder og kravebjørne. Der findes også ca. 350 fuglearter, og 30 procent af alle truede arter i Rusland findes her, som omfatter 48 endemiske truede arter. Kødædere, der er truet, omfatter amurtigeren, hvor bestanden anslås til at være på 400 individer, og amurleoparden, hvoraf der i 2003 anslås kun at være 30 individer.

## Tundraen
Tundra findes nord for den 50. breddegrad på den nordlige halvkugle. Frostperioden varer mellem 9 og 10 måneder, men selv i den frostfrie periode forbliver råjorden i permafrost tilstand. Tundraen er kendetegnet ved fravær af træer og stort set fravær af buske, undtagen visse pionerarter af løvtræer i de sydligste tundraområder. Desuden er tundraen uegnet til landbrug, og den sparsomme befolkning måtte tidligere leve af fiskeri og rensdyrhold samt indsamling af bær. Også i dag er der landsbyer hvor man stort set lever på den måde, og der er meget få større byer. Transport i tundraen er også vanskelig og foregår oftest af de store floder eller med fly.
Tundraen kan groft sagt deles i tørre og våde områder. De tørre områder kan sammenlignes med danske hedestrækninger med uhyre næringsfattig, sur og tør jord der tillige er frossen det meste af året. De vådere områder er domineret af tørvemose som også udgør et uhyre næringsfattigt, surt miljø. Man finder her de samme planter som kendes fra lignende områder i Norge og Sverige - mosser, laver og dværgbuske som f.eks. revling og tranebær.
Nord-Syd kan tundraen deles i 3 områder
- Den nordligste arktiske eller subarktiske tundra hvor selv de øverste jordlag stort set ikke tør op. Her har selv dværgbuske det svært og vegetationen er stort set reduceret til mosser og laver. Der er dog et pænt dyreliv, specielt fisk og fugle, om sommeren.
- Den mellemste tundra hvor den øverste ½ til 1 meter tør nogle måneder hvert år. Her er et rigt dyreliv, bl.a. rensdyr, men også fugle og forskellige rovdyr der jager rensdyret.
- Den sydligste tundra, også kaldet skovtundra eller parktundra, hvor man tillige kan finde pionerarter af løvtræer som f.eks. birk, pil og røn. Også her er der et rigt dyreliv der tillige omfatter strejfende bjørne.

## Tajgaen
Tajgaen er verdens største skov, en omfattende tempereret nåleskov iblandet en del pionerarter af løvtræer, der dækker 70% af landet. Ruslands skove udgør 22% af skove i verden samt 33% af alle tempererede skove i verden..
Den russiske tajga er domineret af relativt få arter af nåletræer, mens der heriblandet forekommer et pænt antal forskellige arter af løvtræer, herunder forskellige pionerarter af løvtræer som f.eks. birk, pil og røn, men også f.eks. forskellige arter af eg. Tajgaen opdeles ofte i 2 zoner: Den nordlige (nordboreal skov) med spredt skov der lukker meget lys igennem, domineret af fyr og birk, og den sydlige (sydboreal skov) med tæt skov domineret af gran men iblandet fyr, birk og andre løvtræer.
Mange trækfugle søger hertil i sommerperioden for at udnytte midnatssolen og de lange dage og det myldrende insektliv. Nogle frøædende fugle (f.eks. korsnæb, mejser og spætter) og de store, altædende fugle (som f.eks. ørne og kragefugle) kan overvintre i nåleskovene, fordi de kan udnytte både levende bytte og ådsler. Der er forholdsvis få pattedyr, som kan klare de hårde vintre. Blandt de hårdføre arter er elg, los, bæver, snehare, lemming, ren og mange forskellige mårer, som f.eks. jærv og lækat.

## Stepperne
Steppe fremstilles ofte som det typiske russiske landskab, men udgør arealmæssigt den mindste af de 3 dominerende naturtyper. De russiske stepper ligger som et bredt bånd i Ruslands sydligste områder, syd for Tajgaen, kun afbrudt af bjergkæder og de store floder. Nogle gange går vegetationen direkte fra tajga over i steppe, andre gange er der et smalt bånd af tempereret løvskov eller blandingsskov mellem tajgaen og steppen. Stepperne strækker sig hele vejen fra Ukraine nord om Kazakhstan ca. indtil Altajbjergene. Vest for Altaj, nord om Mongoliet, udgør den russiske del af steppen kun et ganske smalt bånd der flere steder er afbrudt af skovklædte bjerge.
Hele det russiske steppeområde er en del af den større Eurasiske steppe der også omfatter steppeområderne i Ungarn, Ukraine, Kazakhstan, Mongoliet og Manchuriet. I den nordligste del, op til tajgaen, finder man såkaldt skovsteppe som er en overgangs-naturtype mellem skoven og steppen. Skovsteppen er kendetegnet ved at der ligger "øer" af (primært) løvtræer i steppen.
De russiske steppeområderne er den del af Rusland, der har været dyrket i længst tid, og senere industrialiseret. Det er derfor her der over tid er sket størst tab af biodiversitet.

## Vådområder
Rusland rummer omfattende vådområder, herunder søer og floder som er blandt de største i verden! Til trods for dette udgøres hovedparten af de russiske vådområder af sure moser, enten fattigkær eller egentlige højmoser der optræder som en mosaik af store og små vådområder i både tundraen og tajgaen.

### Floder og søer
Det Kaspiske Hav ved Ruslands sydgrænse er verdens største sø - både regnet i areal og volumen. Her findes bl.a. 6 arter af stør, herunder belugaen (Acipenser huso) der giver den berømte kaviar. Af andre arter kan nævnes den kaspiske sæl (Pusa caspica), den kaspiske skildpadde (Mauremys caspica) og vandremusling (Dreissena polymorpha).
Bajkalsøen er verdens dybeste sø, og verdens største ferskvandssø målt i volumen.. Her lever bl.a. Bajkalsælen (Pusa sibirica).
Blandt floderne finder man også nogle af verdens største, f.eks. Lena, Jenisej, Ob der alle flyder fra de sydlige steppeområder ud i Ishavet, og Amur der flyder ud i Det Okhotske Hav.

### Moser
Moserne i Rusland optræder som en mosaik af små og store moser fra vandhul-størrelse til gigantiske moseområder. Der er i de fleste tilfælde tale om sure miljøer, fattigkær, højmoser eller andre miljøer hvor de trives forskellige arter af tørvemos. Dette omfatter bl.a. verdens største system af tørvemoser, Vasjugansumpene, der dækker mere end 53.000 km². Vasjugansumpene ligger i det sydvestlige Sibirien i området mellem Novosibirsk, Omsk og Tomsk. Området indeholder også mere end 800.000 større og mindre søer.
Det samlede areal af vådområder med tørvemos skønnes til ca. 1,8 millioner km², der er mere end 120.000 floder med en samlet længde på over 2,3 millioner km og der er mere end 2 millioner søer.

## Bjergkæder
Rusland omfatter en lang række større og mindre bjergkæder, hvoraf skal nævnes nedenstående fire.

### Kaukasus
Kaukasusbjergene er beliggende mellem Sortehavet og Det Kaspiske Hav. De danner Ruslands sydgrænse i dette område mellem Europæisk Rusland og Asien. Her findes Ruslands (og Europas) højeste bjerg, med en højde på 5.642 moh. Vores foretrukne juletræ Nordmannsgran stammer fra Kaukasus, ligeledes landskabsukrudtet Kæmpebjørneklo. Her finder man også bezoargeden (Capra hircus). Kaukasus’ topografi omfatter mere end 1.000 gletsjere. Mod vest er bjergene dækket af tæt skov (op til 1500 m over havet er det løvskov, mens det er nåleskov og sætere oven over denne højde). Mod øst er bjergene skovløse eller dækket af en meget åben skovsteppe. De blandede løvskove i Kaukasus er en enestående økoregion på grund af nogle helt specielle forhold i forhistorien. De otte økoregioner, som mødes her, er meget forskelligartede med hensyn til klimaforhold og artssammensætning. Dertil kommer, at området er delvis sammenfaldende med det pontiske refugium for tertiærfloraen.

### Ural
Uralbjergene er en 2.500 km lang bjergkæde, der løber fra de kazakhiske stepper langs Kasakhstans nordlige grænse til kysten af Ishavet. Øen Novaya Zemlya danner en yderligere fortsættelse af bjergkæden. Bjergkædens højeste top er Narodnaja (1895 moh); der er således tale om en umådelig lang (dobbelt så lang som Alperne, og også noget længere end de Skandinaviske bjerge), men relativt lav bjergkæde. Komis urskove er et 32 800 km² stor område med urskov i Uralbjergenes nordlige del. Urskoven blev optaget på UNESCOs verdensarvsliste i 1995 i henhold til kriterierne (vii) og (ix), og var dermed det første naturområde i Rusland, der kom på verdensarvslisten.. I urskovens floder og søer findes bl.a. glaciale relikter som fjeldrødding (Salvelinus alpinus) og arktisk stalling (Thymallus Arcticus)..

### Verkhojansk
Verkhojanskbjergene er en bjergkæde i det østlige Sibirien, der har en længde på omkring 1.000 km, og danner en stor bue mellem floderne Lena og Aldan i vest og Jana i øst. Den højeste top er beliggende i den sydlige ende af kæden og er 2.959 moh. Den laveste temperatur målt i et beboet område er registreret i dette område, som også er den laveste temperatur målt nogensinde på den nordlige halvkugle, som har dybt snedække det meste af året. Under den sidste istids maksimum havde bjergkæden store gletsjere, der har givet bjergene en alpin karakter.

### Altaj
Altaj er en bjergkæde i Sibirien på grænsen mellem Rusland, Mongoliet og Kina. Den højeste top er 4.653 m. I 1998 blev dele af bjergkædens russiske del, De Gyldne Bjerge, optaget på UNESCO's Verdensarvsliste. I skove og floddale finder man desuden mange vildformer af de vækster, som vi i dag har i vore haver, som solbær, stikkelsbær og pæon. I omkring 2.000 meters højde vokser vilde hvidløg og purløg frodigt på sæterne.